# Lucky Seven
Lucky Seven è un dorama invernale in 10 puntate di Fuji TV andato in onda nel 2012; vede Jun Matsumoto interpretare la parte di uno dei personaggi principali.

## Trama
Shuntaro fa parte di un gruppo di 7 detective privati che lavorano presso l'agenzia investigativa Lucky. Ognuno di loro si occupa d'un proprio caso specifico, i quali non sembrano apparentemente aver alcuna connessione tra loro; invece un unico grande enigma aleggia sopra queste sette singole indagini svolte dai nostri investigatori.
I 7 si troveranno quindi costretti ad unirsi in un unico gruppo e cercar di risolvere l'ingarbugliata matassa; ognuno col proprio stile, la propria personalità e un differente modo d'approcciar le situazioni da affrontare: dovranno non solo sciogliere il mistero, ma anche tentar per quanto possibile d'instaurar un rapporto di "amicizia" tra loro, pur essendo così diversi di carattere.
Shuntaro e Teru sono i due caratteri agli antipodi, il primo si lascia trasportare (e anche travolgere, a volte) dai sentimenti e dalle emozioni; l'altro invece si mantiene assolutamente freddo e impassibile. Junpei, visto da entrambi come un fratello maggiore, in qualità di detective più anziano cerca sempre per quanto possibile di far da paciere... anche se a volte con risultati alquanto discutibili.

## Protagonisti
- Shuntaro Tokita (Jun Matsumoto)
- Teru Ntta (Eita Nagayama)
- Toko Fujisaki (Nanako Matsushima)
- Ryu Makabe (Shōsuke Tanihara)
- Junpei Asahi (Yo Oizumi)
- Asuka Mizuno (Riisa Naka)
- Yuki Kirihara (Kazue Fukiishi)
- Mei Kayano (Mari Iriki)
- Kojiro Tokita (Keiichirō Koyama)
- Masashi Goto (Akio Kaneda)
- Yuriko Tokita (Kumiko Okae)
- Masayoshi Tsukushi (Kazuko Kadono)

### Star ospiti
- Kenji Mizuhashi - Takumi Matsuura (ep.1)
- Yurie Midori - Mana Matsuura (ep.1)
- Wakana Matsumoto - Mika (ep.1)
- Lily Franky - Mitsuo Sasaoka (ep.2)
- Shingo Tsurumi - Minegishi (ep.2)
- Mahiru Konno - Shakou Okamoto (ep.3)
- Toshihide Tonesaku - Kazunori Minowa (ep.3)
- Taro Omiya - Kenichi Mineei (ep.4-5)
- Bokuzo Masana - Hiroshi Hayashibara (ep.4-5)
- Mayuko Nishiyama - Shinsuko Nitta (ep.5)
- Kisuke Iida - Tamotsu Kobayashi (ep.6)
- Toru Nomaguchi - Takashi Shikishima (ep.6)
- Noriko Nakagoshi - Youko Chisaki (ep.7)
- Asami Tano - Satoko Yamashita (ep.7)
- Kumi Mizuno - Tome Nakamura (ep.7)
- Yumiko Shaku - Tsukiko Iizuka (ep.8)
- Yasuyuki Maekawa - Shinsaku Tachifuji (ep.8)
- Yoshihiko Hosoda - Makoto Shindo (ep.8)
- Takeshi Kaga - Keisuke Yagami (ep.9-10)
- Kaho - Shiori Mochizuki (ep.9-10)
- Masaru Nagai - mysterious man (ep.9-10)
- Erika Okuda - Yukari Makitani (ep.9-10)
- Akira Otaka - Masato Fujisaki (ep.9-10)

## Episodi
1. The freshman detective is given his first mission from the boss!
2. Investigate the genius researcher
3. Catch that romance scammer
4. The tempting trap
5. Premonition of a separation, running through the night
6. The first and worst! case
7. When you fall in love...
8. The scandal of the beautiful hostess!
9. The trap called love
10. Friends forever!